# Amir Karaoui
Amir Karaoui (en árabe: أمير القروي; Amnéville, Francia, 3 de agosto de 1987) es un futbolista francoargelino. Se desempeña como centrocampista en el ES Sétif del Championnat National de Première Division de Argelia.

## Selección nacional
Ha sido internacional con la selección de fútbol de Argelia en una ocasión.

## Clubes
| Club        | País    | Año       |
| ----------- | ------- | --------- |
| MC El Eulma | Argelia | 2009-2011 |
| ES Sétif    | Argelia | 2011-2014 |
| MC Alger    | Argelia | 2014-2018 |
| ES Sétif    | Argelia | 2018-     |

## Palmarés

### Campeonatos nacionales
| Título                         | Club     | País    | Año  |
| ------------------------------ | -------- | ------- | ---- |
| Campeonato Nacional de Argelia | ES Sétif | Argelia | 2012 |
| Copa de Argelia                | ES Sétif | Argelia | 2012 |
| Campeonato Nacional de Argelia | ES Sétif | Argelia | 2013 |
| Supercopa de Argelia           | MC Alger | Argelia | 2014 |
| Copa de Argelia                | MC Alger | Argelia | 2016 |